# Elisabeth Angélique de Montmorency

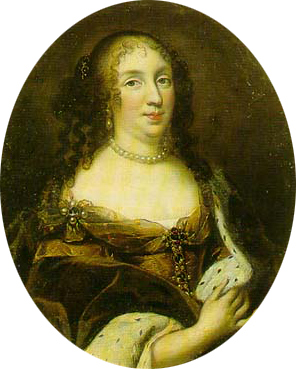
Isabelle Angélique de Montmorency, Herzogin von Mecklenburg

Isabelle Angélique de Montmorency (* 8. März 1627 in Paris; † 24. Januar 1695 in Paris) war durch Heirat Herzogin von Châtillon und später von Mecklenburg-Schwerin.

## Biographie
Isabelle-Angélique war die Tochter von François de Montmorency-Bouteville, Graf von Luxe, und der Elisabeth Angélique de Vienne. Sie kam kurz vor der Enthauptung ihres Vaters zur Welt. Zusammen mit ihren Geschwistern Marie-Louise, der künftigen Marquise de Valençay, und dem nach dem Tod des Vaters geborenen François-Henri de Montmorency, dem künftigen Maréchal de Luxembourg, wuchs sie auf Schloss Chantilly und in Paris auf, unter dem Schutz von Charlotte de Montmorency, Prinzessin von Condé, der Cousine ihres Vaters, und erhielt eine umfassende Erziehung.
Charlotte ließ mit der Hilfe ihres Vetters, des Herzogs von Enghien, zu, dass der Hugenotte Gaspard IV. de Coligny 1645 die 18-jährige Isabelle-Angélique entführte, um die Zustimmung beider Familien zur Heirat zu erzwingen. Nach dem Tode seines Vaters, des Marschalls Gaspard III. de Coligny, wurde Gaspard 1646 Herzog von Châtillon. Von beiden Familien missbilligt, wurde die Ehe zunächst vom Parlement nicht anerkannt und verlief konfliktreich. Gaspard, häufig in militärischen Unternehmungen gebunden, wurde 1649 in der ersten Fronde bei einem Angriff auf Charenton schwer verwundet und starb in Vincennes. Nach seinem Tod brachte Isabelle Angélique einen Sohn zur Welt, der ebenfalls Gaspard getauft wurde, aber schon 1657 starb.
In den Kämpfen der Fronde, die ab 1650 Frankreich erschütterten, stand sie auf der Seite der Condé, Gegner des Kardinals Mazarin.

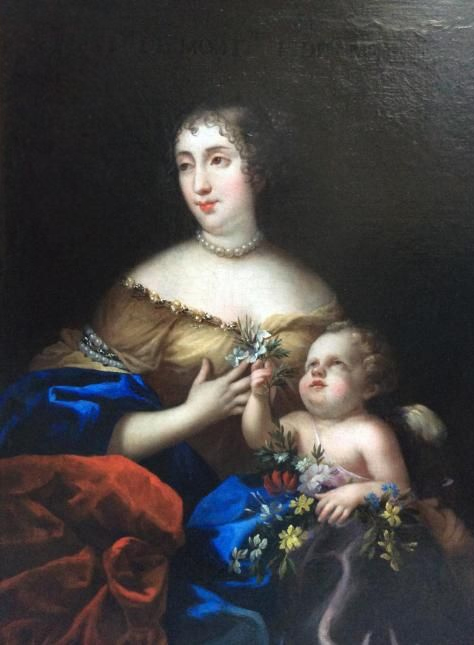
Elisabeth Angélique de Coligny, Herzogin von Châtillon

Im Jahr 1650 nahm Mazarin den Prinzen Condé, Anführer der Fronde, in Haft. Isabelle, eine erfahrene Verhandlerin, organisierte in Chantilly, dann in Châtillon, ein geheimes Unterstützernetzwerk. Ende 1650 starb ihre Tante Charlotte und hinterließ ihr das Schloss Merlou und Juwelen. Isabelle verhandelte bis 1652 mit Mazarin, jedoch ohne Erfolg. Sie wurde verdächtigt, an einem Komplott gegen Mazarin beteiligt gewesen zu sein, aber 1655 vom Hof wieder in Ehren aufgenommen. Sie gewann den Marschall Hocquincourt für die Partei Condés und wurde daraufhin von Mazarin unter Hausarrest gestellt. 1659, nach der Versöhnung von Condé mit dem 15-jährigen König Ludwig XIV., wurde ihr von Condé gedankt, und sie erhielt einen anerkennenden Brief von Mazarin.
Im Jahr 1662 kam Christian Ludwig I., Herzog zu Mecklenburg, nach Paris, trat zum katholischen Glauben über und nahm 1663 zu Ehren des Königs den Namen Louis an. Er hatte sich 1660 von seiner ersten Frau Christine Margarete, Tochter von Johann Albrecht II., Herzog zu Mecklenburg, „wegen böswilliger Verlassung“ scheiden lassen, was von einem Kanonischen Gericht 1663 bestätigt wurde, und warb nun um Isabelle-Angélique. 1664 fand in Paris die Hochzeit statt, Isabelle handelte ihren vorteilhaften Ehevertrag selbst aus. Wegen des Protests ihrer deutschen Schwiegerfamilie blieb sie zunächst in Paris. Dort stellte sie sich gegen Madame de Montespan. Sie war in die politischen Aktivitäten um Henriette d’Angleterre eingebunden, doch weder öffentliche Kritik noch Roger de Bussy-Rabutins satirische Histoire Amoureuse des Gaules (1665), für die der Autor ein Jahr in der Bastille inhaftiert wurde, beeinträchtigten ihre Stellung am Hof. Henriette, die wesentlich an den Vorbereitungen des Geheimvertrags von Dover beteiligt war, starb 1670 überraschend nach ihrer Rückkehr nach Frankreich. Es kursierten Vergiftungsgerüchte; Isabelle soll, um sich von einem solchen Verdacht zu distanzieren, vom letzten Getränk Henriettes getrunken haben.
Als Ludwig XIV. 1672 den Krieg gegen Holland begann, in dem ihr Bruder eine wichtige Rolle spielte, ging sie nach Mecklenburg. In Schwerin unterstützte sie mit hohem persönlichen Einsatz, auch unter Verwendung ihrer Juwelen, die französische Sache. Christian Ludwig stellte daraufhin Truppen zur Verfügung und übernahm selbst ein Kommando. 1673 setzte er seine Frau während seiner Abwesenheit als Regentin ein. Auch in dieser Funktion verfolgte sie eine frankreichfreundliche Politik. Eine persönliche Beziehung zum Kammerjunker Andreas Gottlieb von Bernstorff führte zum Zerwürfnis mit dem Herzog, der sie nach Frankreich zurückschickte. Dort nahm sie in Châtillon-sur-Loing Aufenthalt. Dort hob sie ein protestantisches Stift auf und gründete an dessen Stelle ein Spital, eine Schule und das Benediktinerinnenkloster Châtillon-sur-Loing (1688–1792).
1678 wurde sie von Ludwig XIV., als „Spezialistin“ für deutsche Angelegenheiten, auf diplomatische Mission nach Braunschweig entsandt, um das Fürstentum Calenberg-Hannover für ein Bündnis mit Frankreich zu gewinnen. Auch dabei war sie erfolgreich, da sich der katholisch gewordene Herzog Johann Friedrich – im Gegensatz zu seinen Brüdern – auf die französische Seite stellte. Von Juli bis Oktober 1679 begleitete sie die Ehefrau eines dieser Brüder, Sophie von der Pfalz, die spätere Kurfürstin von Hannover, auf einer Reise nach Frankreich. Diese brachte ihre Tochter Sophie Charlotte („Figuelotte“ genannt, die spätere preußische Königin) mit, um eine mögliche Heirat mit Louis, dem „Grand Dauphin“, zu sondieren, was jedoch nicht gelang. Sophie besuchte zudem ihre Schwester Luise Hollandine von der Pfalz, Äbtissin des Klosters Maubuisson bei Paris, sowie ihre Nichte Liselotte von der Pfalz, Herzogin von Orléans, und wurde von König Ludwig XIV. sehr zuvorkommend behandelt. In ihren Memoiren schildert Sophie diese Reise ausführlich und schließt in Bezug auf Elisabeth Angélique von Mecklenburg mit den Worten: „Es tat mir sehr leid, diese liebenswürdige Fürstin zu verlassen, deren gefälliger Humor mehr wert ist als alle Vergnügungen“.
Im Jahr 1681 wurde Elisabeth Angéliques Bruder François-Henri de Montmorency-Luxembourg, Herzog von Luxemburg, zum Marschall von Frankreich ernannt. Im selben Jahr erkrankte sie an den Pocken, die ihr Aussehen dauerhaft veränderten. Danach zog sie sich weitgehend aus dem öffentlichen Leben zurück, sammelte Kunst und bemühte sich um vorteilhafte Eheschließungen ihrer Nichten, was in zeitgenössischen Quellen teils als Geiz kritisiert wurde. Am 4. Januar 1695 starb ihr Bruder, sie folgte ihm drei Wochen später.

## Historische Beurteilung
Isabelle-Angélique blieb ihr ganzes Leben lang dem Haus Condé treu verbunden. Die Urteile der Zeitgenossen über ihre Person und ihre Lebensführung divergierten gewaltig und waren vor dem Hintergrund ihrer Clan-Zugehörigkeit zu sehen. Ihre Schönheit, ihre Intelligenz und ihre politischen und diplomatischen Fähigkeiten machten sie zusammen mit ihren amourösen Abenteuern zur Zielscheibe einer moralisierenden und misogynen Kritik: „Sa beauté, son intelligence et sa capacité politique aussi bien que ses intrigues amoureuses en firent la proie de la pensée moralisatrice et souvent misogyne de son siècle et de la postérité.“
Die Herzogin von Châtillon lebte durchaus gemäß den damals lockeren Moralvorstellungen des Adels und übertraf sie noch in ihrer Freizügigkeit. Sie wurde von Zeitgenossen als bezaubernd und liebenswürdig beschrieben, geistreich und geistesgegenwärtig. Ihre Rechtschreibung zeigte, dass sie keine solide Bildung genossen hatte.